# Иваск, Удо Георгиевич
Удо Георгиевич Иваск (эст. Udo-Nestor Ivask; 20 декабря 1878, Loodi, Вильяндимаа — 15 мая 1922, Тарту) — российский и эстонский художник, коллекционер-библиофил, историк книги, автор экслибриса, считающегося первым в Эстонии.
Родился в Керселе, Лифляндия, в семье агронома. В 1897 году переехал в Москву, где окончил археографическое отделение Московского археологического института и одновременно под руководством художника Коровина изучал искусство живописи.
В 1902 году стал членом Русского библиографического общества, одновременно начав коллекционировать русские экслибрисы. Также являлся членом Русского библиологического общества.
В 1905 году основал в Москве Общество любителей экслибрисов, в 1917 году был одним из создателей Российского библиографического института и Книжной палаты. В 1922 году переехал в независимую Эстонию, где работал помощником главного библиотекаря Тартуского университета, но в мае того же года умер от чахотки.

## Некоторые публикации
- Иваск У. Г. Table généalogique de la famille Jvask / [Oudo Jvask]. — М.: Jmpr. L.W. Poshidaieff, 1910. — 11 с. : ил. — 15 экз. С генеалогической таблицей работы автора.
- Иваск У. Г. Григорий Николаевич Геннади: (Обзор жизни и тр.). — М.: Л. Э. Бухгейм, 1913. — 64 с., 2 л. портр.
- Иваск У. Г. О библиотечных знаках так-называемых ex-libris' ах по поводу 200-летия их применения в России. 1702—1902: очерк. — М.: Типо-лит. «Рус. т-ва печ. и изд. дела», 1902. — 24 с.: ил.
- Иваск У. Г. Описание русских книжных знаков: [в 3 ч.] / У. Г. Иваск. — М., 1905—1918. Вып. 1. — 1905. — 348, [1] с. : ил. — 350 экз., из них 50 экз. нумерованных, на слоновой бумаге. Вып. 2. — 1910. — 104 с. : ил. — 200 экз., из них 10 экз. на слоновой бумаге. Вып. 3. — 1918. — 56 с. : ил. — 100 экз.
- Иваск У. Г. Памяти Алексея Петровича Бахрушина. — М., 1904. — 8 с.
- Иваск У. Г. Памяти Вильгельма Федоровича Фреймана: (Из воспоминаний библиофила). — М., 1905. — 10 с., 1 л. портр.
- Иваск У. Г. Подробный каталог домашней библиотеки У. Г. Иваска, почётного члена Московского Археологического Института. I. Отдельные описи частных библиотек и собраний рукописей / [сост. У. Г. Иваск]. — М.: Тип. Л. В. Пожидаевой, 1910. — 27 с. — 25 экз.
- Иваск У. Г. Село Суханово, подмосковная вотчина светлейших князей Волконских. — М.: Тип. т-ва И. Н. Кушнерев и К°, 1915. — 89 с., 1 л. фронт. (портр.), [16 л. ил.].
- Иваск У. Г. Сергей Александрович Соболевский и его библиотека: Реферировано в заседании чл. О-ва 16 сент. 1903 г / У. Г. Иваск; Рус. библиогр. о-во при Имп. Моск. ун-те. — М.: Типо-лит. И. И. Пашкова, 1906. — 15 с.
- Иваск У. Г. Собрание фамильных портретов У. Г. Иваска. — М.: тип. Л. В. Пожидаевой, [1911. — 16 с.]
- Иваск У. Г. Частные библиотеки в России: Опыт библиогр. указ. — СПб.: Тип. «Сириус», 1911—1912.